# Kim Myŏng-guk
Dans ce nom, le nom de famille, Kim, précède le nom personnel coréen.
Kim Myŏng-guk (hangeul : 김명국 ; hanja : 金明國 ; RR : Gim Myeong-guk ; né en 1600 et décédé après 1662) est un peintre coréen de la période Joseon.
Après être rentré à l'école de peinture Dohwaseo il devient un des peintres du régime Joseon. Il prend part aux expéditions diplomatiques que la Corée envoie au Japon en 1636 et 1643. En 1647 il prend la tête d'une équipe de peintres qui restaurent le palais Changgyeonggung. 

## Galerie

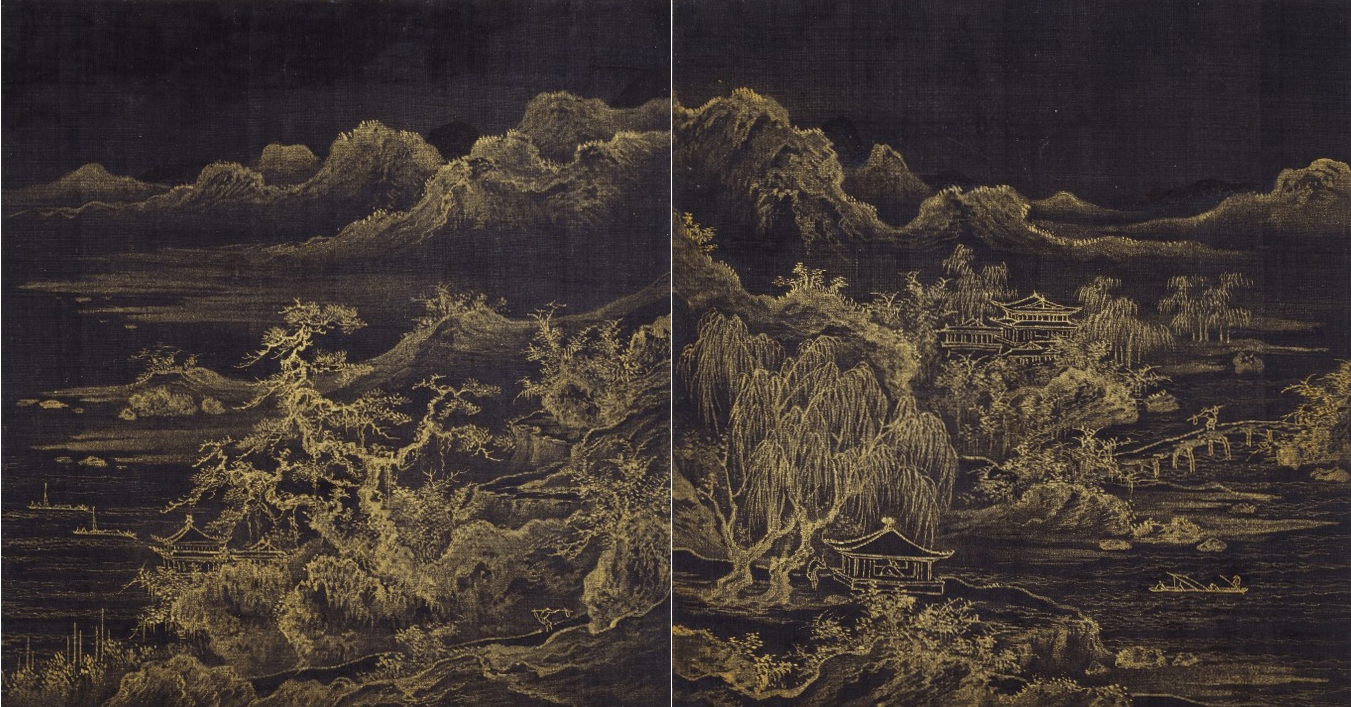
Printemps.
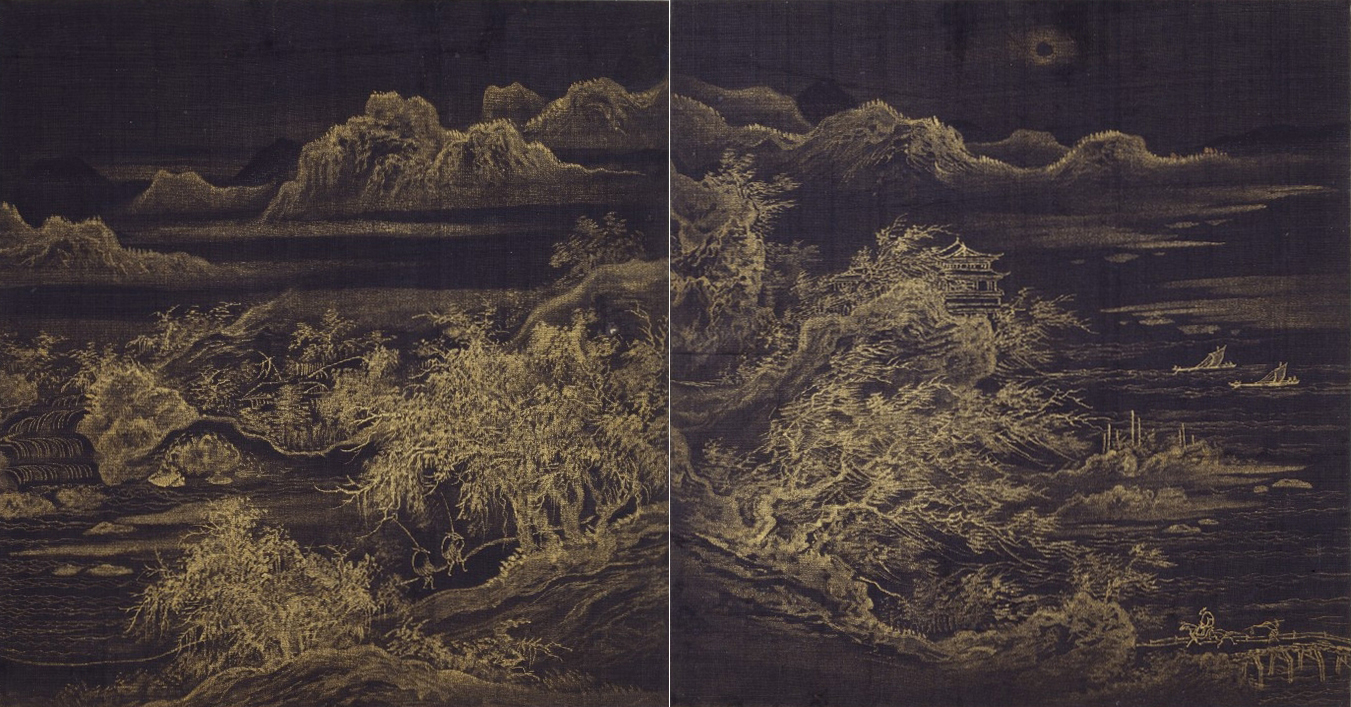
Été.
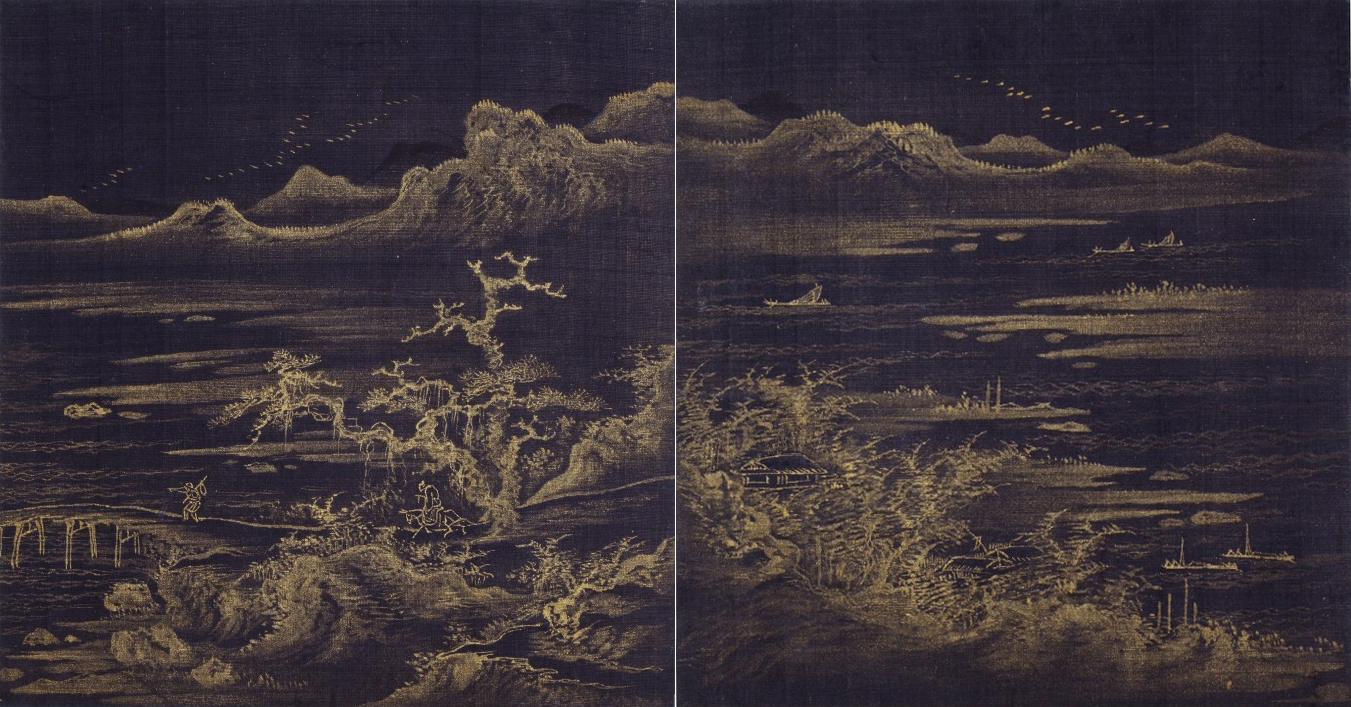
Automne.
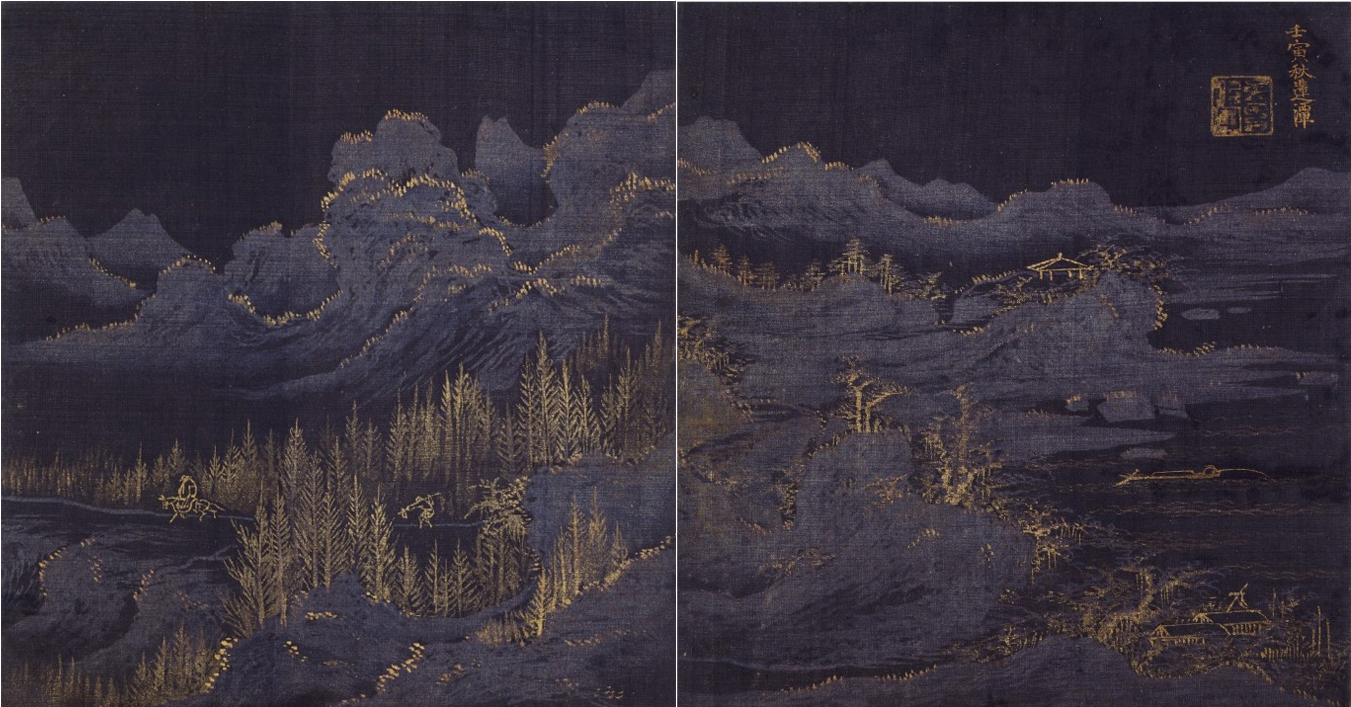
Hiver.